# افغان (نام قومی)
اَفغان از نظر تاریخی برای اشاره به قوم پشتون بوده‌است و معنی آن روشن نیست. اولین بار در کتیبه شاهپور اول ساسانی به واژه /βɡɒ:n/ اشاره شده است که نام قومی در خاور ایران بزرگ بوده‌است. بعدها در زبان فارسی نو واژه /βɡɒ:n/ به «اڤغان» و سپس به «افغان» تغییر کرد که در کتاب حدود العالم نیز بدان اشاره شده‌است.در اسناد قدیمی پیش از اسلام به زبان بلخی،حاکمان هپتالی بلخ و تخارستان خود و اتباع خویش را افغان نامیده اند در قرن نوزدهم میلادی، اصطلاح «افغان» نیز توسط نویسندگان مختلف به‌عنوان مترادف «پشتون» مورد استفاده قرار گرفت.

## ریشه نام شناسی
شاپور یکم ساسانی پادشاه ایران نخستین کسی بود به نام ابگان (افغان) در حدود قرن سوم میلادی اشاره کرد. در اسناد یافت شده مربوط به قرن چهارم میلادی به اقوام شمالی منطقه بلخ(باختر) افغان گفته شده‌است
واژهٔ افغان به‌طور تاریخی فقط به پشتون‌ها گفته می‌شد. این نام از گذشته دور بکار می‌رفته‌است. ستاره‌شناس هندی قرن ششم میلادی وَراهَ میهیرا (Varāha Mihira) در کتاب خود به نام برهات سامهیتا (Bṛhat-saṃhitā) واژهٔ «اَوَگانا» (Avagāṇa) را برای اشاره به این قوم به کار برده‌است. این واژه به معنی جنگجو و جنگاور و در مواردی اسب‌سوار بوده و به مردمان مبارزی که در خاور ایران بزرگ یعنی جغرافیای کنونی افغانستان می‌زیستند و در پرورش اسب با تجربه بودند اشاره می‌شده‌است.